# 潮騒橋
潮騒橋（しおさいばし）は、静岡県掛川市にある橋である。

## 概要

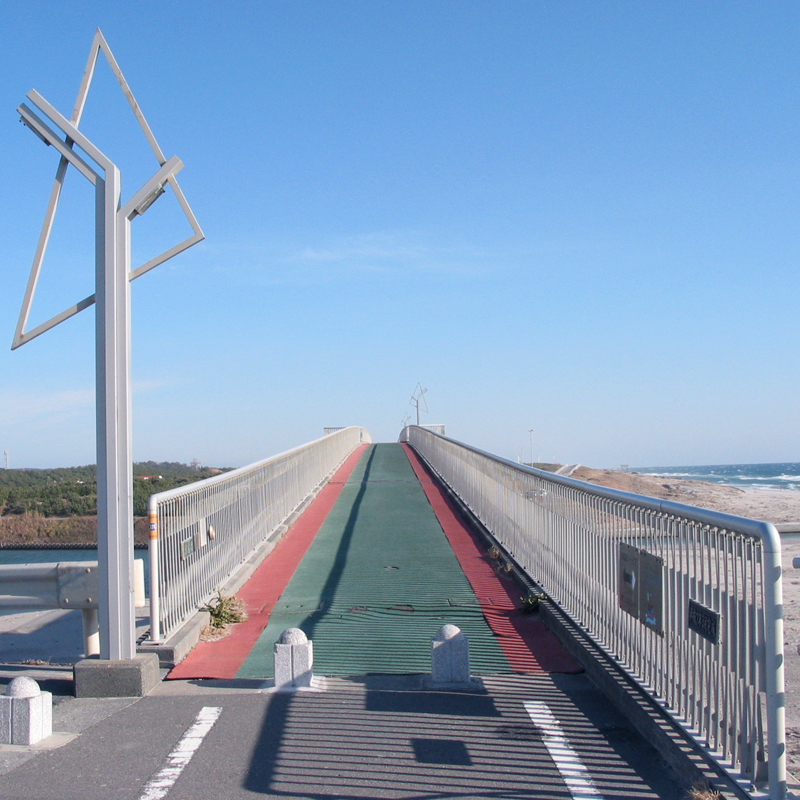
潮騒橋の路面

静岡県掛川市に立地し、一級河川である菊川の河口に架かる橋である。太平洋岸自転車道の一つである静岡県道376号浜松御前崎自転車道線のための橋であり、自転車・歩行者専用の橋である。
静岡県建設技術センターにより設計され、住友建設・ピーエス・若杉組JVにより1995年に完成した。世界で初めての「連続上路式吊床版橋」として建造された。特に「4径間連続上路式PC吊床版橋」という構造形式は、世界でも類を見ない。また、吊床版橋としては、日本国内最長を誇る。
橋梁として高く評価されており、土木学会より土木学会田中賞作品部門が授与されている。また、「日本最大4径間連続上路式PC吊床版橋」との理由から、静岡県庁が県内のさまざまな「日本一」を採取して紹介する「Myしずおか日本一」の一つとして選定されている。
周辺には、日本初の河川マリーナである「大東マリーナ」が立地している。この大東マリーナに出入りする船舶が橋の下を通過するため、航路高は9.5メートルも確保されている。
遠州灘が見渡せる眺望が有名であるが、冬季を中心にこの地域特有の「遠州の空っ風」が吹き荒れる日が多いため、通行には注意が必要である。
2023年7月期のテレビドラマ『VIVANT』（TBS日曜劇場）ではロケ地として使用された。

## 橋梁データ
- 種別：PC人道橋
- 形式：4径間連続上路式PC吊床版橋
- 橋長：232m
- 幅員：3m
- 航路高：9.5m
- 事業主：静岡県
- 設計：静岡県建設技術センター
- 施工：住友建設（現：三井住友建設）・ピーエス（現：ピーエス三菱）・若杉組 JV

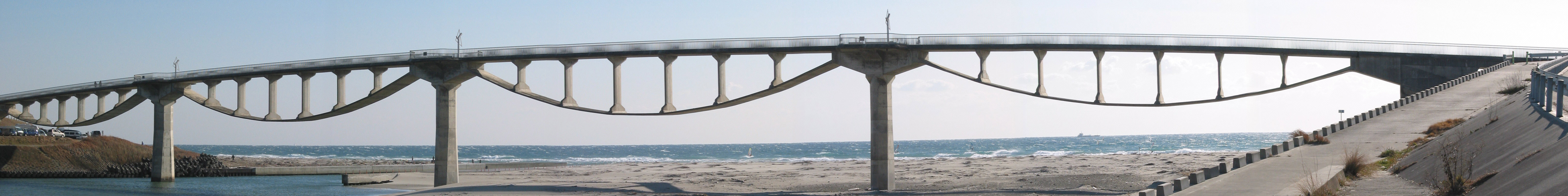
潮騒橋の全景

## 賞歴
- 1995年 - 土木学会田中賞作品部門。

## 周辺施設
- リバティーリゾート大東温泉
- 大東総合運動公園
- 大東マリーナ
- 国安海岸